# 曲紋黛眼蝶
曲紋黛眼蝶，又稱雌褐蔭蝶，展翅寬度約6公分，身體背面於暗褐色，腹側胸部為褐色。常在臺灣低、中海拔地區出沒，離島龜山島也有紀錄。 大部分都在綠闊葉林、竹林活動，成蝶時飛行速度敏捷。低溫期的個體後翅腹面色彩較淺、斑眼較黯淡。。

## 特徵
雄蝶與雌蝶斑紋有所不同。 雄蝶的的身軀背側為暗褐色，雌蝶則是呈現紅褐色，腹部為淺褐色或灰白色，前翅的翅型似直角三角形，後翅則較像卵形。

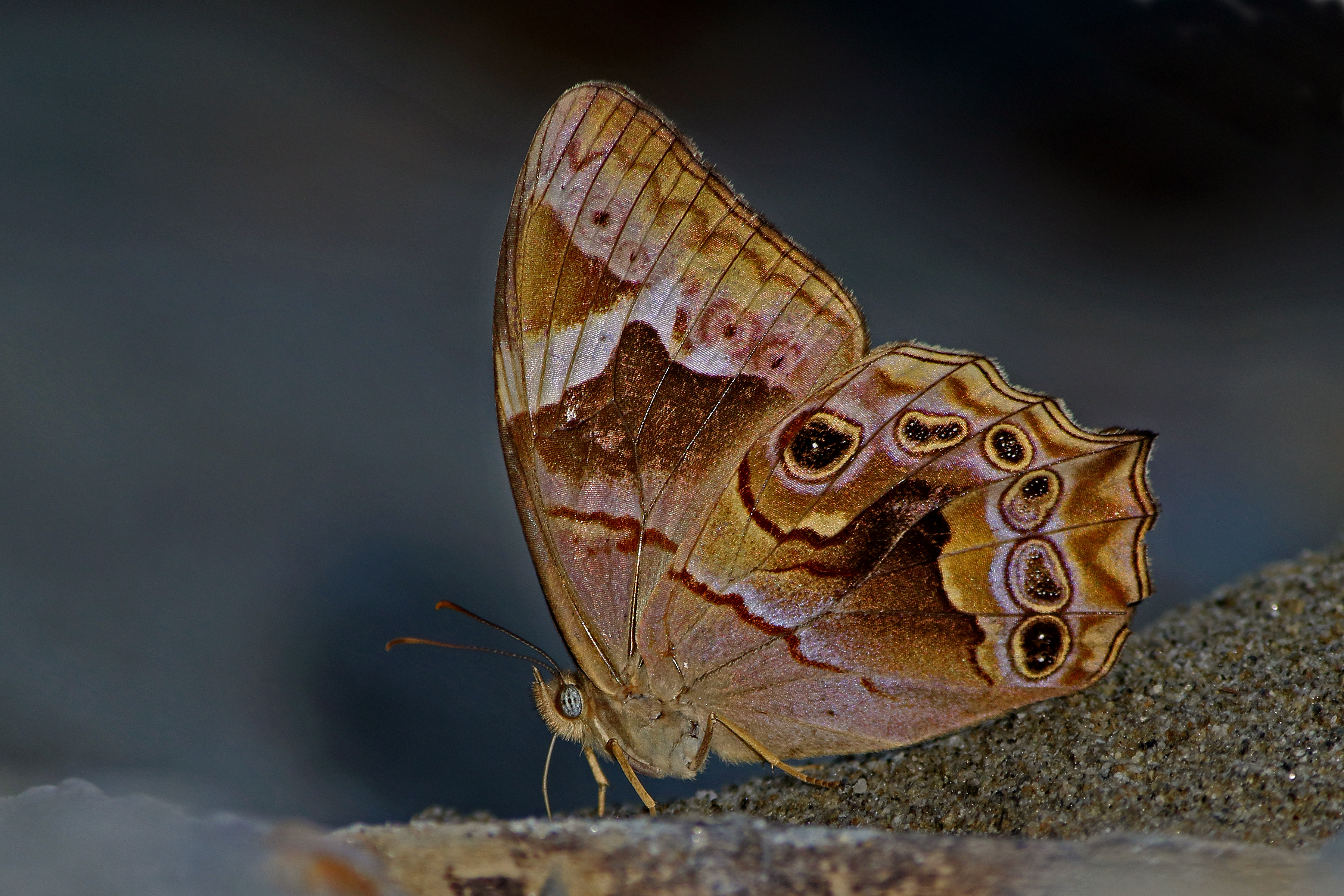

## 生態習性
在臺灣，多世代性蝶種。成蝶常於竹林或森林的裡較陰暗處出沒，且飛行敏捷。

## 棲地分佈
在臺灣低、中海拔地區，森林(竹林)與闊葉林內較陰暗處的地方，數量豐富為常見種。

## 攝食食物
在臺灣主要以禾本科之芒、五節芒、包籜矢竹、臺灣矢竹、綠竹、佛竹等之葉片部位為食。

## 外部連結
- 维基共享资源上的相關多媒體資源：（B）
- 維基物種上的相關：（B）